# Route nationale 593
Die N593 war von 1933 bis 1973 eine französische Nationalstraße, die zwischen der N111 östlich von Pont-de-Salars und Saint-Affrique verlief. Ihre Länge betrug 53,5 Kilometer.